# پنج شب با فردی: تحویل ویژه
پنج شب با فردی: تحویل ویژه (به انگلیسی: Five Nights at Freddy's: Special Delivery) یک بازی ویدئویی ترس و بقا واقعیت افزوده در سال ۲۰۱۹ است که توسط ایلومیکس برای اندروید و آی‌اواس توسعه و منتشر شده است. این دومین اسپین آف در سری پنج شب با فردی و دهمین بازی در کل است. این بازی که خود را به عنوان یک سرویس کرایه انیماترونیک ایجاد شده توسط شرکت سرگرمی فزبر معرفی می‌کند، از تاریخچه پنج شب با فردی در تمام رسانه‌ها الهام می‌گیرد و خط داستانی ایجاد شده در پنج شب با فردی: درخواست کمک را ادامه می‌دهد. شکاف بین آن و دنباله آن، پنج شب با فردی: نقض امنیتی است که در سال ۲۰۲۱ منتشر شد.
گیم‌پلی بازی از دید اول شخص با تمرکز اصلی بر روی چراغ‌قوه و شوکر کنترل شده بازیکن ارائه می‌شود. بازیکن می‌تواند آزادانه در خانه خود حرکت کند، با انیماترونیک‌ها تعامل داشته باشد و با شکست دادن آنها، انیماترونیک‌ها و پوسته‌های جدید را باز کند. در خارج از بازی اصلی، بازیکن می‌تواند انیماترونیک را برای قطعات نجات دهد و همچنین می‌تواند انیماترونیک‌های خود را به خانه دوستان خود بفرستد. مبارزه بر روی یافتن استاتیک بر اساس مکانی که انیماترونیک در آن قرار دارد، تمرکز می‌کند و هنگامی که به سمت بازیکن شارژ می‌شوند، یک شوک کنترل‌شده به آن‌ها وارد می‌کند.
توسعه تحویل ویژه، اولین بازی توسط ایلومیکس، در سال ۲۰۱۸ آغاز شد و کمی بیش از یک سال طول کشید. این بازی برای اولین بار در آگوست ۲۰۱۸ معرفی شد و اولین بار در ۱ آذر ۱۳۹۸ با دسترسی اولیه منتشر شد و سه روز بعد، در ۴ آذر منتشر شد. این بازی به طور کلی نقدهای مثبتی از منتقدان دریافت کرد، با تمجید از مبارزات، روایت، محتوا، عملکرد صدا و موسیقی متن اصلی.

## گیم‌پلی
این بازی دارای گیم‌پلی واقعیت افزوده مبتنی بر مکان است، شبیه به پوکمون گو. تعداد زیادی انیماترونیک به خانه بازیکن فرستاده می‌شود که بازیکن باید در آنجا زنده بماند. این بازیکن ابزارهای متعددی از جمله چراغ‌قوه و شوکر کنترل شده در اختیار دارد. بازیکن همچنین می‌تواند انیماترونیک‌ها را برای قطعات بگیرد و انیماترونیک‌های خود را به خانه دوستان خود بفرستد. این بازی بروزرسانی‌های مداوم را دریافت می‌کند که شخصیت‌های جدید، پوسته‌های انیماترونیک و ویژگی‌های گیم‌پلی جدید را اضافه می‌کنند.

## داستان
با یک فرض ساده شروع می‌شود - ثبت نام در سرویس فانتایم فزبر به طوری که "دیگر هرگز تنها نخواهید بود". اما با شروع داستان، بازیکنان متوجه خواهند شد که ممکن است برای بیش از آنچه چانه زده‌اند ثبت نام کرده باشند. انیماترونیک‌های خراب برای یک سری برخوردهای ترسناک به درب خانه تحویل داده می‌شوند. صندوق ورودی نکات بسیاری را برای مقابله با این موضوع و همچنین برخی از ایمیل‌ها ارائه می‌دهد که قرار نیست برای بازیکن ارسال شوند.
یک سری از ایمیل‌ها داستان مردی به نام لوئیس را روایت می‌کند که تلاش می‌کند زنی به نام نس را در مورد گزارش‌های پرچم قرمز ناشی از کلمات جستجوی مضر و توهین‌آمیز او مطلع کند. ایمیل‌ها حاکی از آن است که او تحت کنترل ویلیام افتن، یکی از بنیانگذاران سرگرمی فزبر و مخفیانه یک قاتل سریالی کودک است، که تصور می‌شود چندین سال پیش در آتش‌سوزی جان باخته است. به شدت گفته می‌شود که نس، همان ونی از بازی پنج شب با فردی: درخواست کمک است، زیرا "نس" مخفف ونسا است (که احتمالاً نام اصلی ونی است) و ونی نیز پس از مواجهه با شکل دیجیتالی او در حین تست بازی یکی از محصولات فزبر توسط افتن تسخیر شد. یک سری دیگر از ایمیل‌ها داستان کارمندان  سرگرمی فزبر را روایت می‌کند که در حال اسکن برد مدارهای قدیمی انیماترونیک برای «تجربه مجازی فردی فزبر» هستند.

## توسعه
پنج شب با فردی: تحویل ویژه توسط ایلومیکس برای اندروید و آی‌اواس توسعه و منتشر شده است. این بازی از نظر اندازه و وسعت نسبت به پنج شب قبلی در بازی‌های فردی کوچکتر است و با شب سفارش نهایی مقایسه شده است، بازی‌ای که به عنوان یک توسعه مستقل عمل می‌کند که از نظر اندازه و وسعت کوچکتر از شبیه‌ساز پیتزافروشی فردی فزبر است.

### موسیقی
لئون ریسکین پس از آهنگسازی پنج شب با فردی: مکان خواهر، شبیه‌ساز پیتزافروشی فردی فزبر، شب سفارش نهایی و پنج شب با فردی: درخواست کمک برای آهنگسازی موسیقی برای پنج شب با فردی: تحویل ویژه بازگشت.

## انتشار
از این بازی در آگوست ۲۰۱۸ رونمایی شد؛ زمانی که اسکات کاتن گفت که با یک استودیوی بازی‌سازی و فناوری یکپارچه معامله کرده است که آینده بازی‌های واقعیت افزوده را متحول می‌کند، و اظهار داشت که "بازی به خوبی در حال انجام است، هنوز جزئیات گیم‌پلی را فاش نمی‌کنم، اما می‌گویم که عذاب قریب الوقوع چیزی که شما را شکار می‌کنید، شما را در شب بیدار نگه می‌دارد." بعدا مشخص شد که تیم سازنده ایلومیکس مستقر در کالیفرنیا است. در ۱۵ شهریور ۱۳۹۸، یک تیزر تریلر برای بازی در کانال یوتیوب ایلومیکس آپلود شد، و سپس یک تریلر اعلامی یک هفته بعد در ۲۲ شهریور منتشر شد که نام بازی را فاش کرد. این بازی برای اولین بار در ۱ آذر ۱۳۹۸ برای اندروید و آی‌اواس منتشر شد و بعداً در ۴ آذر ۱۳۹۸ به طور رسمی منتشر شد. این نسخه شامل یک تریلر از مارکیپلایر، یک یوتیوبر محبوب بود که به خاطر گیم‌پلی‌های مختلف سری پنج شب با فردی معروف است.

### رسانه‌ها و کالاهای مرتبط
در ژانویه ۲۰۲۱، فانکو یک اکشن فیگور فردی خرس یخبندان و فردی خرس یخبندان مخملی خواب‌دار را به طور انحصاری برای والمارت منتشر کرد. در مارس ۲۰۲۱ ، فانکو اکشن فیگورهای فردی شکلاتی، بانی شکلاتی و چیکای شکلاتی را منتشر کرد. یک اکشن فیگور ایستر بانی و شکلات بانی مخملی به طور انحصاری برای والمارت منتشر شد.

### محتوای قابل دانلود
سیرک تاریک: انکور! در ۲۲ آذر ۱۴۰۰ منتشر شد، و بازیکن را به یک محیط واقعیت مختلط فرستاده است که در آن می‌توانند آزادانه با ضربه زدن روی صفحه نمایش خود در اطراف منطقه حرکت کنند تا به جلو حرکت کنند. بازیکن وظیفه دارد پازل‌ها را در حالی که محدودیت زمانی دارد حل کند. ماشین‌هایی که ساعت‌ها پایین می‌آیند در سراسر سیرک پخش می‌شوند و بازیکنان مجبورند سرنخ‌هایی را برای حل آنها جستجو کنند. با تکمیل کارهای بیشتر، انیماترونیک‌های زنجیر شده به آرامی آزاد می‌شوند و منجر به نبردهایی با آنها در سبک بازی سنتی ای‌آر می‌شود. شخصیت‌ها عبارتند از رینگمستر فاکسی، بالورا و فرار بزرگ فردی طلایی.

## پذیرایی
این بازی به طور کلی نقدهای مثبتی از سوی منتقدان دریافت کرد و آن را به دلیل مبارزات، روایت، محتوا، عملکرد صدا و موسیقی متن اصلی آن تحسین کردند.